# Rookpiercing
Een rookpiercing is een piercing die door de anthelix van het oor passeert.
Of een rookpiercing laten zetten pijnlijk is, is niet te zeggen omdat iedereen de pijn anders ervaart. Een prettig gevoel is het niet.